# РАТМ
«РАТМ» («РАТМ Холдинг») — российская компания, владеющая предприятиями оптико-электронного приборостроения, производством оборонной и стекольной продукции. Штаб-квартира — в Москве. Основной владелец группы и президент — Эдуард Таран.
Начала деятельность с поставок в сибирские регионы энергетических углей и топлива, со временем «РАТМ Холдинг» сумел завоевать позиции в ряде отраслей..
Основные предприятия:
- ОАО «НПО «Гидромаш» (Москва, насосное оборудование).
- ООО «Сибирское стекло» (Новосибирск, стеклотара)[5]).
- АО «Экран — оптические системы»[1] (Новосибирск, электронно-оптические преобразователи для приборов ночного видения[6]).
- АО «Катайский насосный завод» (Курганская область)[7].

Также в структуру входит девелоперская новосибирская фирма «РАТМ-Девелопмент» и венчурный фонд «Ломоносов Капитал».
До декабря 2013 года в состав РАТМ входил завод «Искитимцемент» (Новосибирская область).
Выручка группы в 2006 году составила $520 млн (около половины суммы приходилось на заводы «Искитимцемент» и «Экран»), EBITDA — $200 млн.

## Критика
- Компания неоднократно обвинялась в попытках силового захвата заводов «Элсиб»[12][13] и «Ангарскцемент»[14]. Также компания критиковалась за поставки некачественного угля на ТЭЦ города Рубцовска[12] и невыплату заработной платы на заводе «Алтайский трактор»[15][16] (по последнему случаю прокуратура выносила главе компании официальное предупреждение[17]).

- 22 августа 2010 года в московском аэропорту Шереметьево Эдуард Таран был задержан сотрудниками МВД, а позднее по решению суда арестован. Предприниматель подозревался в попытке дачи взятки сотрудниками милиции[17][18]. Председатель национального антикоррупционного комитета Кирилл Кабанов в интервью сайту партии «Единая Россия» не исключил, что дело имело «заказной» характер[19]. Через шесть месяцев уголовное дело в отношении было закрыто за отсутствием состава преступления[20].

- 11 октября 2024 года президент холдинга Эдуард Таран был задержан сотрудниками ФСБ России и отправлен под домашний арест по делу о махинациях с активом Агентства по страхованию вкладов — новосибирским аквапарком «Аквамир», являющимся крупнейшим в России крытом аквапарком. По данным газеты «Коммерсантъ», Таран рассматривался ФСБ в качестве заказчика преступления[21].